# Alad
Alad, englisch Alad Island, ist eine philippinische Insel im Nordosten der Sibuyansee. Sie liegt etwa 1,8 km nordwestlich der Insel Romblon und rund 3 km südlich von Cobrador.

## Verwaltung
Die Insel gehört zur Gemeinde Romblon (Municipality of Romblon) in der gleichnamigen philippinischen Provinz Romblon.